# دولینا
شهر دولینا در استان ایوانو فرانکیسوک در کشور اوکراین واقع شده‌است. جمعیت این شهر ۲۰,۶۴۱ نفر (۲۰۲۱ تخمینی) است.

## نگارخانه

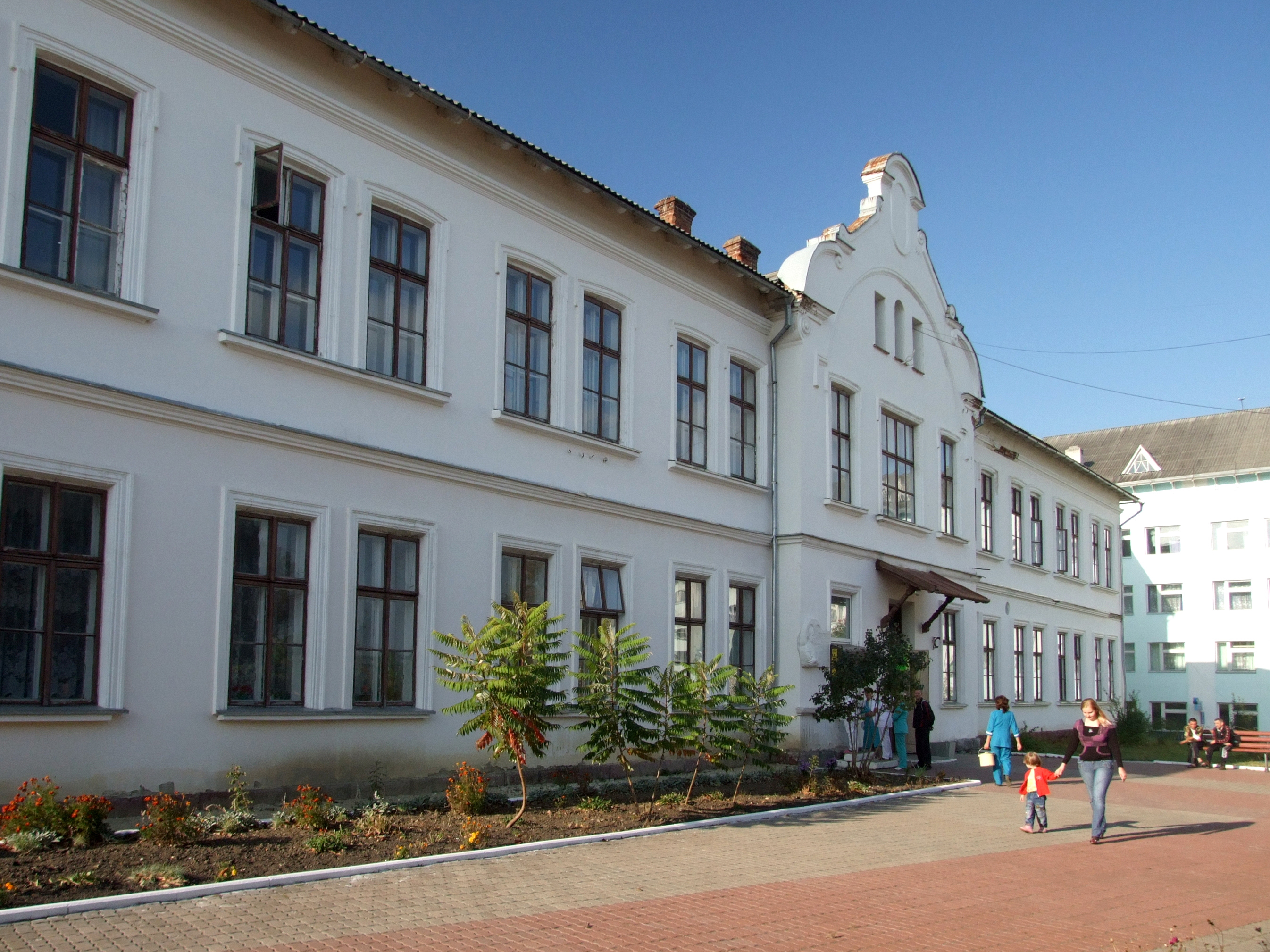
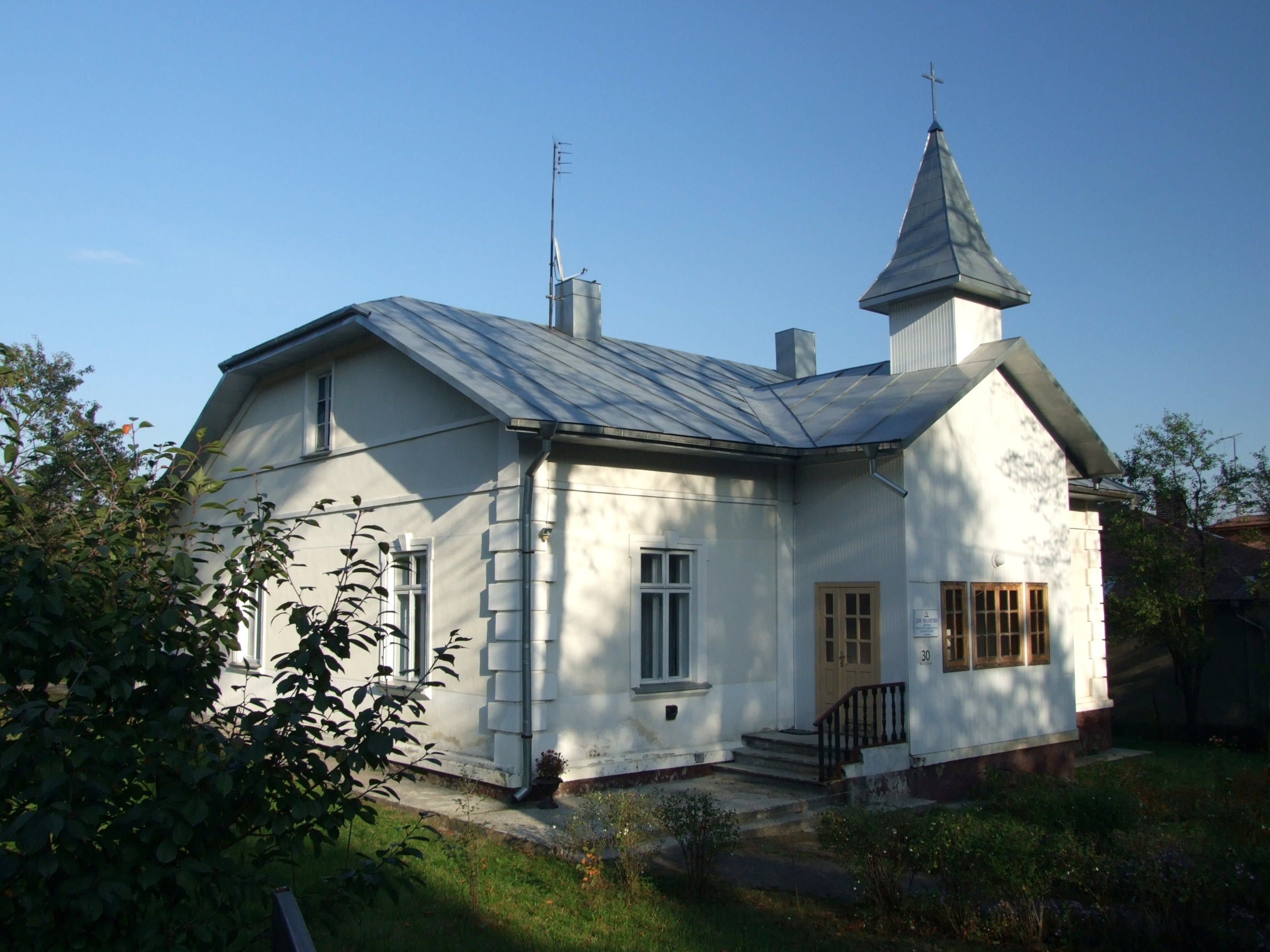
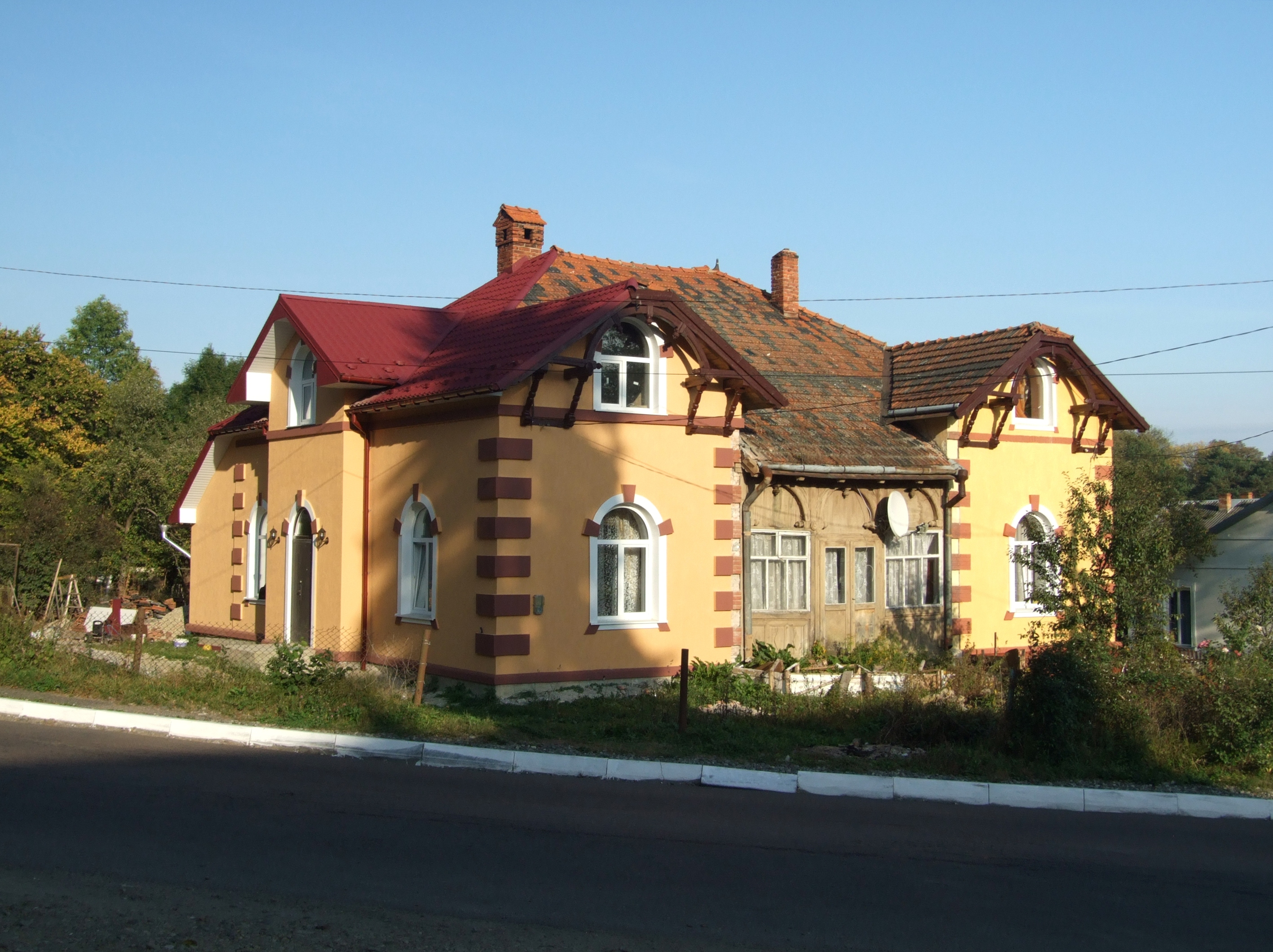
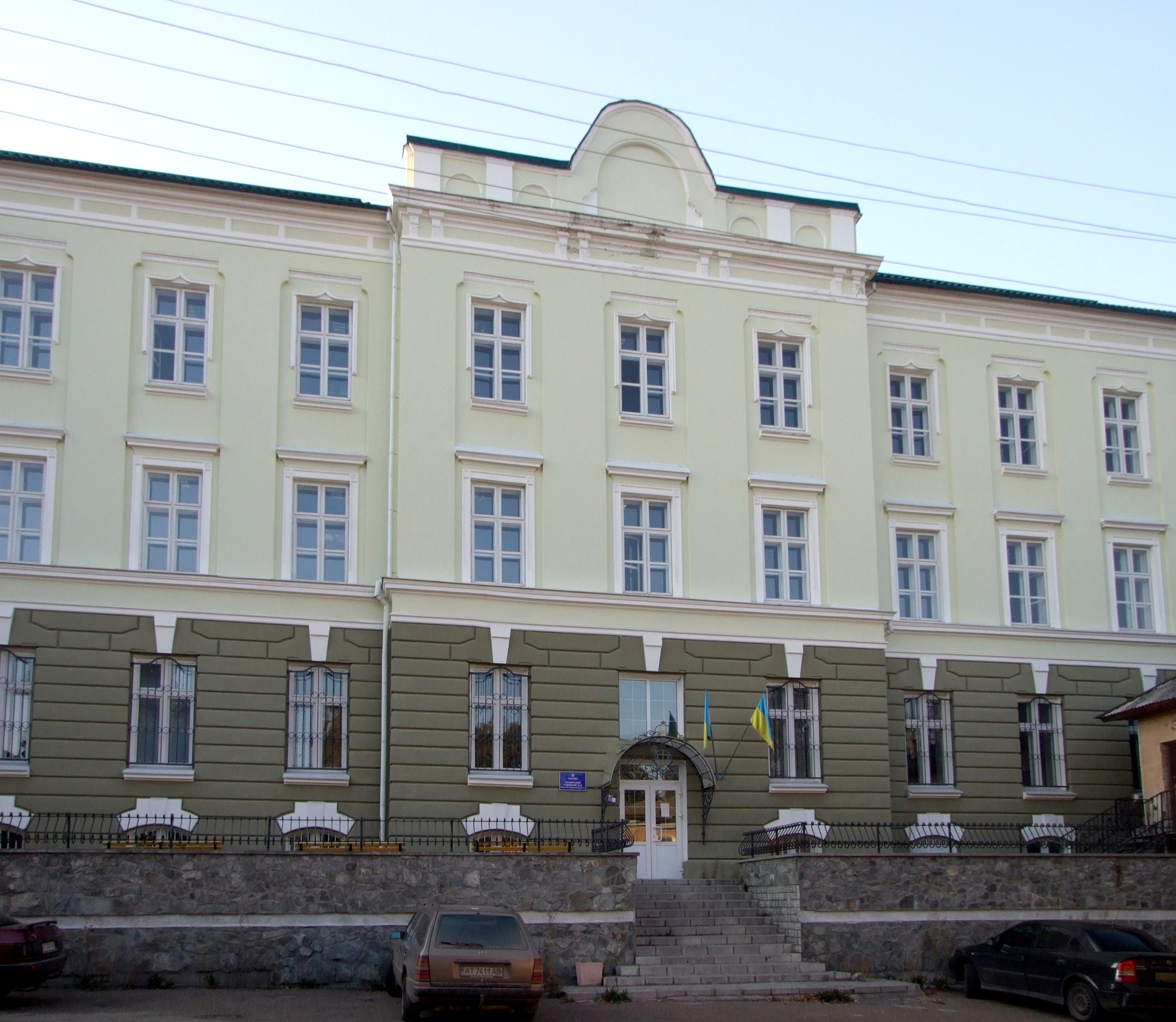
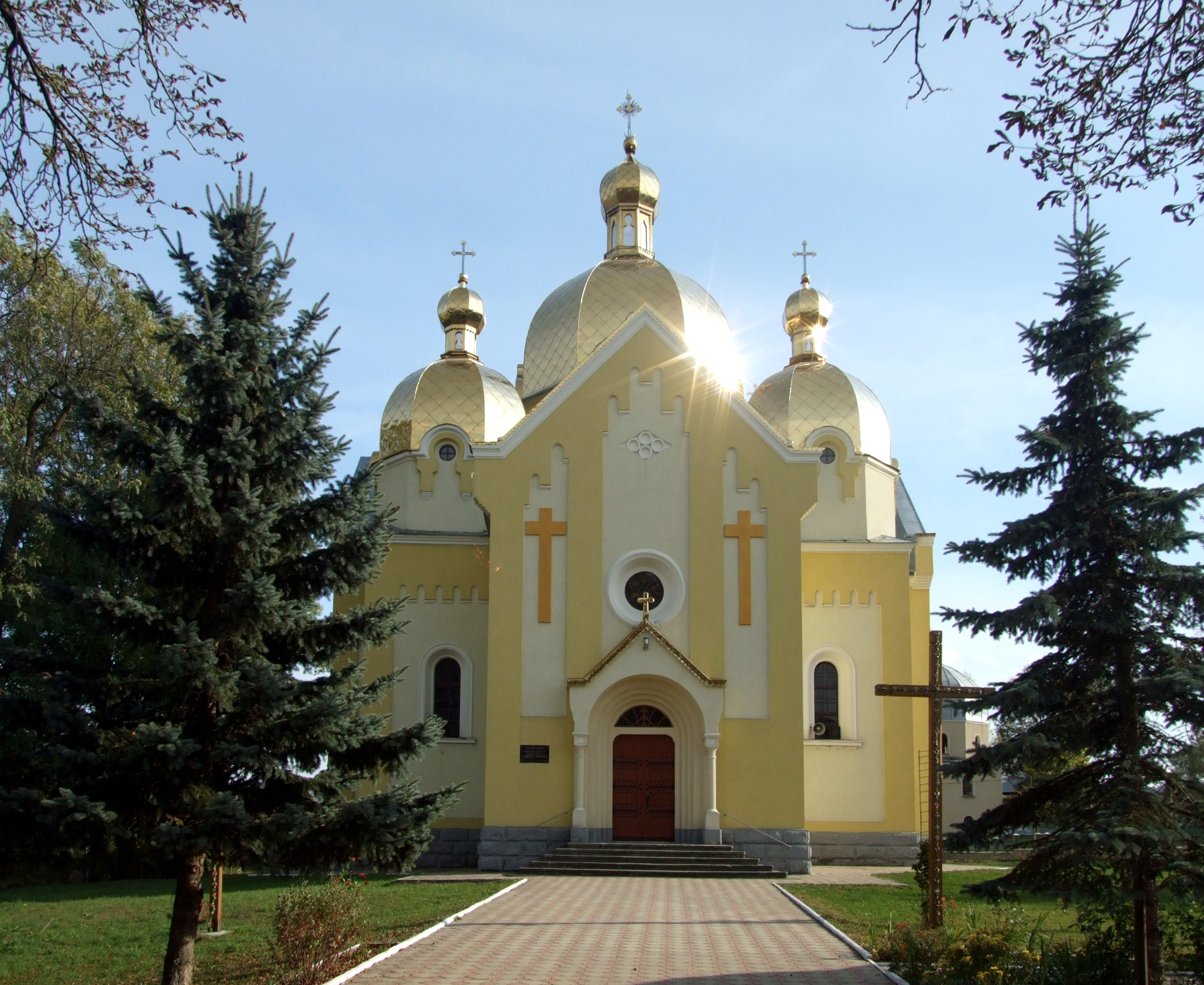
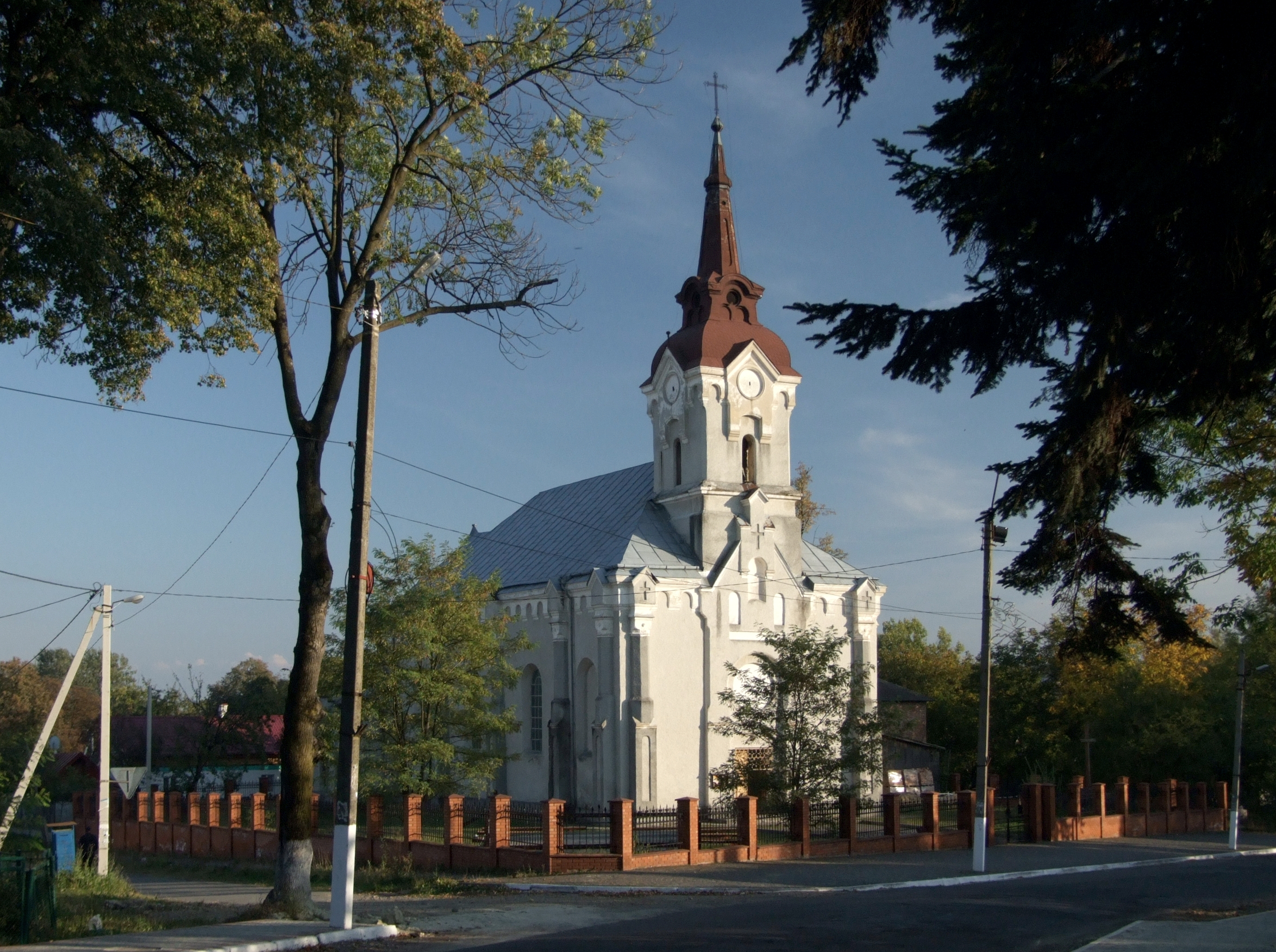
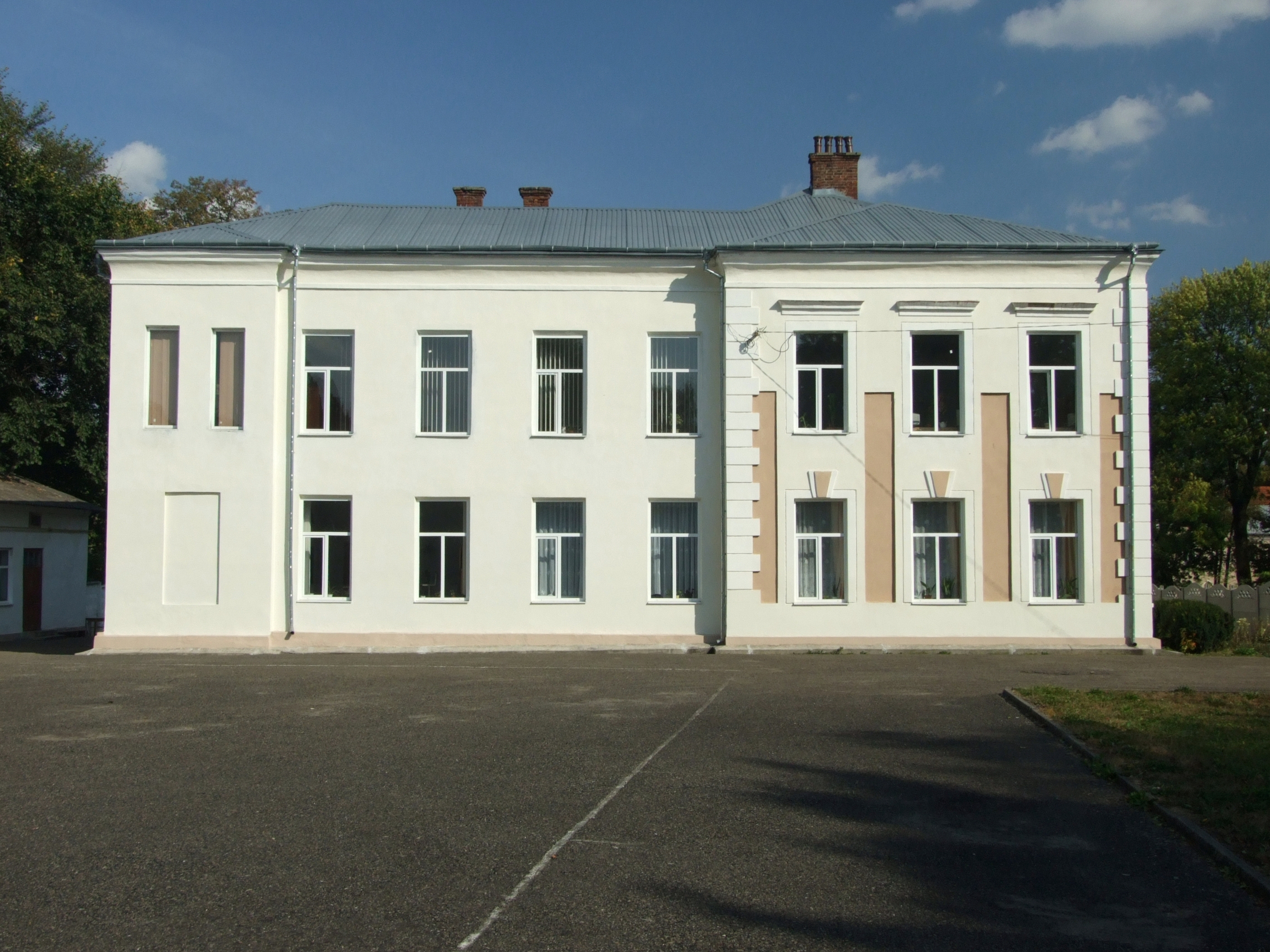
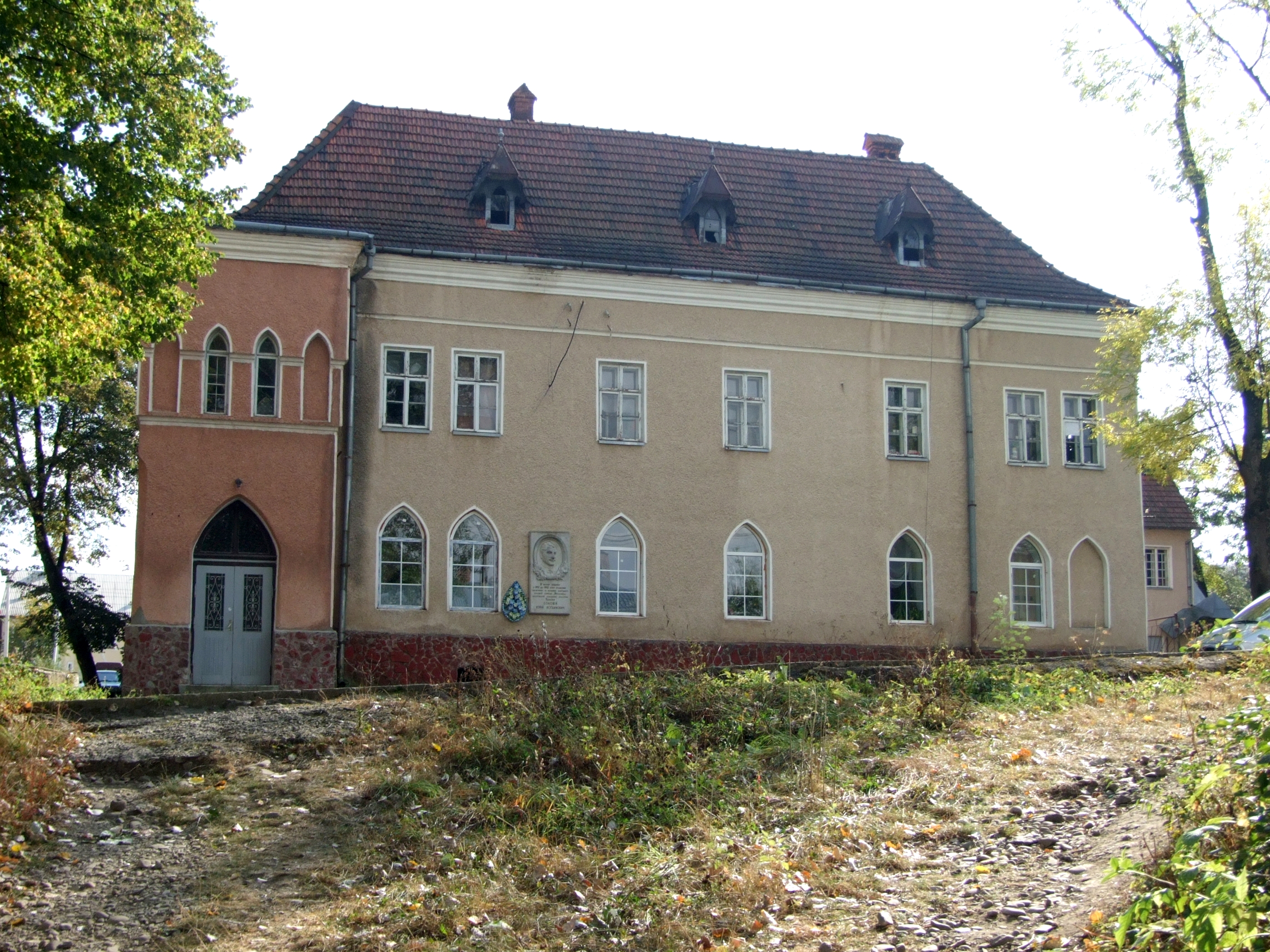
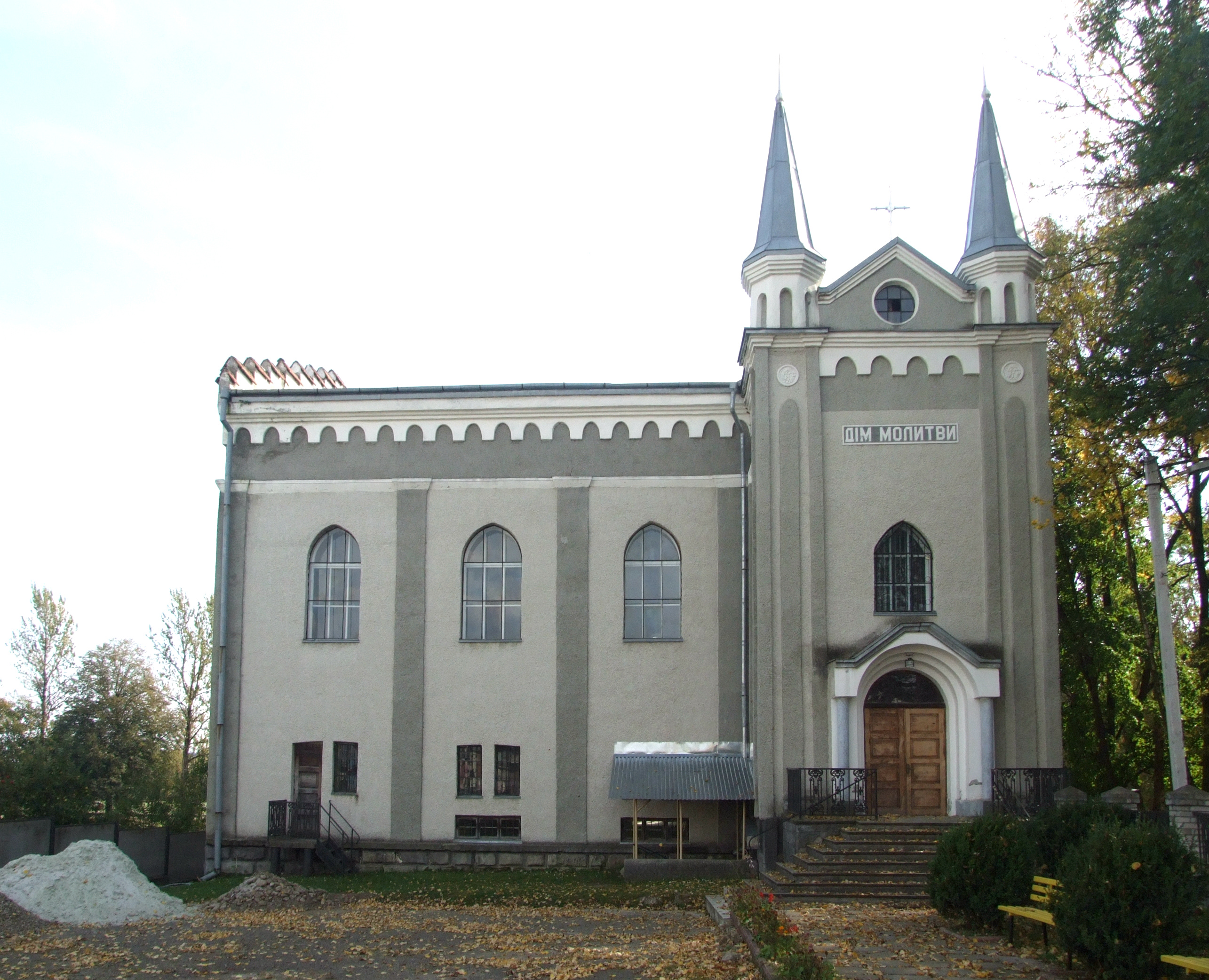